# Enseignement des sports de glisse
 (janvier 2012).

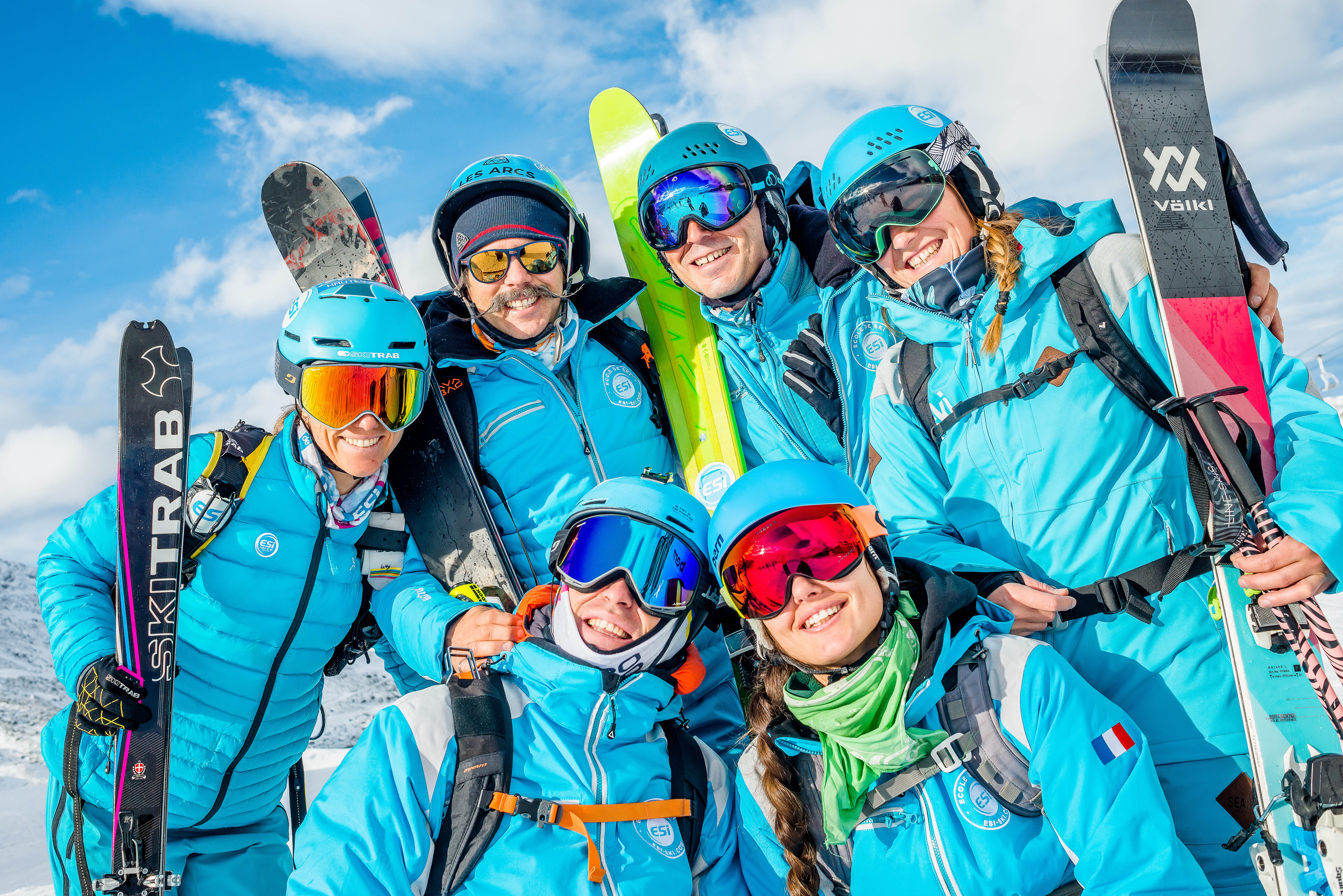
Moniteurs de ski de l'École de ski internationale

L'organisation entourant l'enseignement des sports de glisse, comme le ski alpin et le snowboard ou le ski nordique, diffère grandement au niveau international. En France, ces activités sont réservées aux éducateurs sportifs, titulaires d'un diplôme d'État pour l'enseignement du ski alpin  et du snowboard ou du ski nordique de fond délivré par le ministère de la Jeunesse et des Sports, après une formation dispensée par l'École nationale des sports de montagne (ENSM), située à Chamonix (Haute-Savoie). Ceux-ci peuvent enseigner le ski alpin et les disciplines connexes comme le snowboard et le télémark sur piste et hors-piste, mais hors zones glaciaires ou les disciplines du ski nordique. Au Canada, un moniteur de ski alpin ou de snowboard est un individu titulaire d'une certification qui a été obtenue auprès de l'Alliance des moniteurs de ski du Canada (AMSC) ou de l'Association canadienne des moniteurs de surf des neiges (ACMS) ou d'un autre organisme équivalent. Un moniteur certifié peut généralement enseigner le ski alpin dans n'importe quelle station de ski canadienne, et même dans certaines stations de ski à l'international.

## Description et formation

### France
En France, le diplôme d'État de ski - moniteur de ski alpin (nouveau terme depuis 2012) permet d'exercer la profession de moniteur de ski alpin.
Tous les moniteurs de ski français ont suivi la même formation ; libre à chacun de choisir son école de ski ou de travailler en tant qu'indépendant non affilié.
L'Union européenne permet la libre-circulation des moniteurs de l'Espace économique européen. Pour que ces ressortissants européens puissent travailler en France, ils doivent se conformer à la législation française (déclaration à la direction départementale du ministère de l'Éducation nationale, de la Jeunesse et des Sports, paiement des charges et taxes françaises, etc.)

### Canada
Au Canada, les aspirants moniteurs de ski alpin ou de snowboard doivent suivre une formation et obtenir la certification de l'Alliance des moniteurs de ski du Canada (AMSC) ou de l'Association canadienne des moniteurs de surf des neiges (ACMS), qui offrent plusieurs niveaux de certification ainsi que quelques modules de formation.

#### Association canadienne des moniteurs de surf des neiges
L'Association canadienne des moniteurs de surf des neiges (ACMS), ou Canadian Association of Snowboard Instructors (CASI) en anglais, est un organisme canadien de formation en enseignement du snowboard. Fondé en 1994, l'ACMS regroupe une dizaine de milliers de professionnels. L'objectif principal de l'ACMS est d'entraîner et de certifier des moniteurs de snowboard afin d'assurer un enseignement à l'échelle nationale. Alors qu'il existe six divisions d'une côte à l'autre du Canada, le quartier général de l'organisme est situé à Cambridge, en Ontario.
L'ACMS a été fondée en 1994, trois années avant la fondation de son homologue américain, American Association of Snowboard Instructors, créé en 1997. Par conséquent, l'ACMS est l'organisme de formation en enseignement du snowboard le plus ancien en Amérique du Nord.
L'ACMS décerne quatre niveaux de certification pour l'enseignement et la pratique technique du snowboard, en plus de deux niveaux consacrés à l'enseignement de la planche à neige dans un contexte de parc à neige et quatre niveaux supplémentaires pour les formateurs qui détiennent une certification de niveau 3 ou 4.
Le premier niveau, niveau 1, sanctionne la formation de base pour enseigner le snowboard au Canada. Il est requis pour accéder aux stages de niveau supérieur en enseignement général du snowboard ou en enseignement spécialisé, notamment pour les manœuvres en parc à neige. Cette formation s'adresse à tout planchiste intermédiaire désireux d'acquérir les notions fondamentales pour enseigner le snowboard chez les planchistes débutants à intermédiaires.
Plusieurs centres de ski offrent également un programme de formation d'apprenti-moniteur. Bien qu'ils ne soient pas formellement reconnus dans l'industrie du ski, ces programmes ont pour but de mieux préparer les candidats pour la formation initiale de niveau 1 de l'ACMS.
Lorsqu'un instructeur détient une certification avancée de niveau 3 ou 4, il devient éligible aux cours de formateurs pour diriger les formations et certifications de l'ACMS.
L'ACMS est organisée en six régions canadiennes, notamment la région de la Colombie-Britannique, celle de l'Alberta, une région regroupant la Saskatchewan et le Manitoba, la région de l'Ontario, celle du Québec et une région regroupant les provinces de l'Atlantique.
Il existe également un comité technique qui révise le contenu des cours ainsi que les principes techniques du snowboard.
De nombreux partenariats existent avec d'autres organismes dans l'industrie du ski, notamment l'Alliance des moniteurs de ski du Canada.

## Les écoles de glisse

### France
Les moniteurs de ski sont en général des indépendants travaillant pour des écoles de ski.
Les principaux syndicats des moniteurs de ski sont :
- le Syndicat national des moniteurs du ski français (SNMSF) dont dépendent les ~250 Écoles du ski français (ESF) ;
- le Syndicat international des moniteurs de ski (SIMS) dont dépendent les Écoles de ski internationales (ESI) ;
- l'International Ski Instructor Association[4] dont dépendent les différents syndicats des différents pays dont le SNMSF.

Une école de ski ainsi que leurs moniteurs indépendants peuvent adhérer ou non à ces syndicats. Pour exercer en France, il faut être diplômé ou titulaire d'un diplôme européen reconnu par l’État français, être déclaré auprès de la délégation départementale du Ministère de la jeunesse, des sports et de la cohésion sociale afin d'obtenir la carte professionnelle, avoir souscrit les assurances obligatoires (responsabilité civile) et s'acquitter de ses charges.

### Canada
Au Canada, les moniteurs de ski alpin et de snowboard sont généralement employés par des centres de ski où ils enseignent les techniques de ski alpin ou de snowboard.